# S/Y Karolina
S/Y Karolina är en svensk segelyacht från 1939, som ritades av Carl Gustaf Pettersson (1876-1953) och tillverkades av Sverres varv i Göteborg. Hon är med sin längd om 20,33 meter och sin bredd om 4,65 meter troligen den enda segeljakt av denna storlek som C. G. Pettersson konstruerat.
S/Y Karolina byggdes på beställning av ingenjören och finansmannen John-Henry Sager (1904-1984) i Stockholm, och hette då Unda Maris. Hon har under åren haft många ägare. Hon var vanskött när hon 1980 fick en ny ägare och ny hemmahamn på Åland, där hon döptes om till Karolina. Hon genomgick en mångårig, omfattande restaurering, och kunde åter igen hissa segel år 2001. Fartyget har sedan 2015 sin hemmahamn i Stockholm.

## Bildgalleri

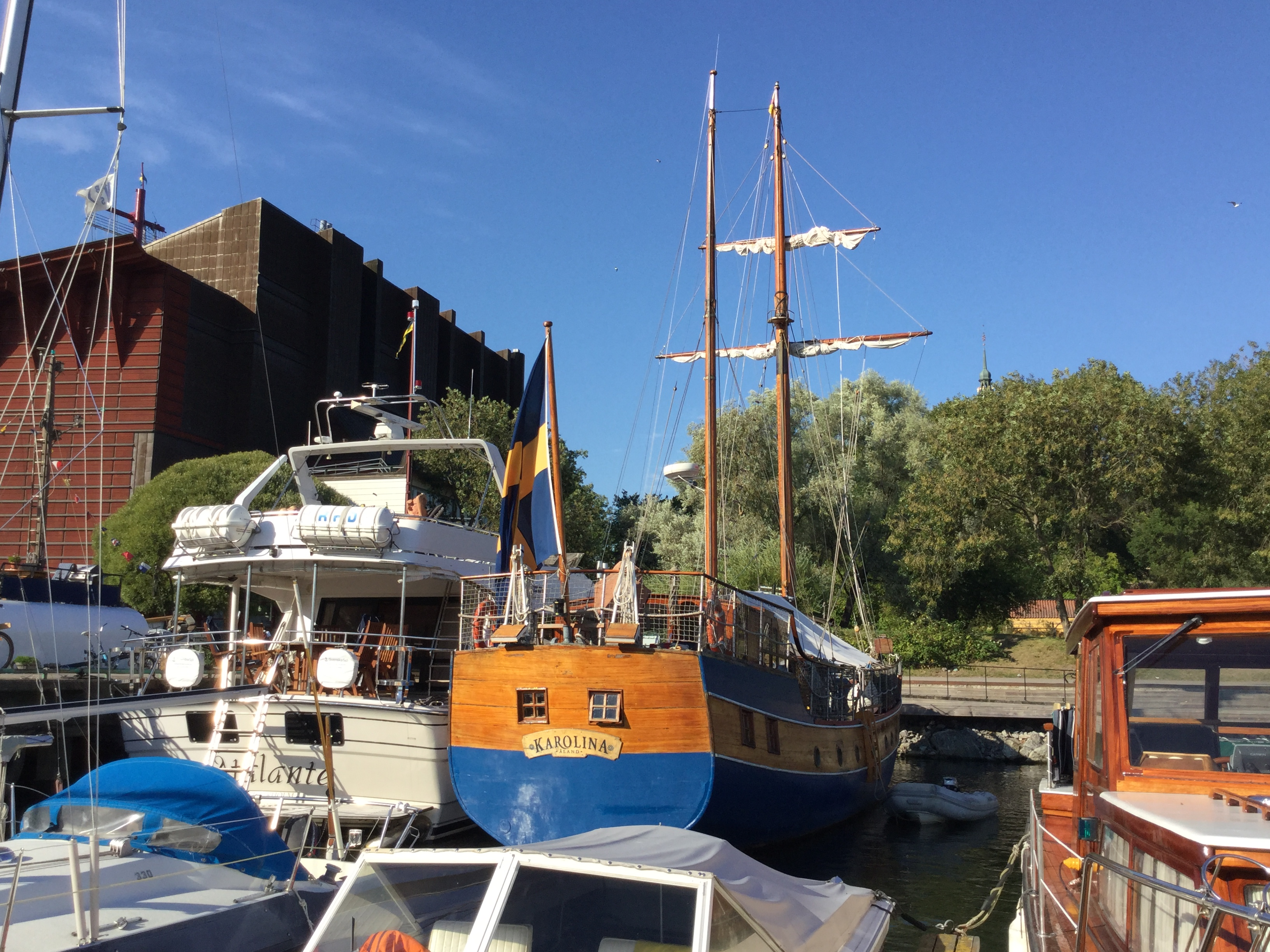
S/Y Karolina